# Palazzo Bracci Pagani
Palazzo Bracci Pagani è un bene monumentale di interesse storico-artistico databile tra il XVI e il XIX secolo, situato nel centro storico di Fano tra via Arco d'Augusto e Corso Matteotti su cui si trova l'ingresso.

## Storia e descrizione

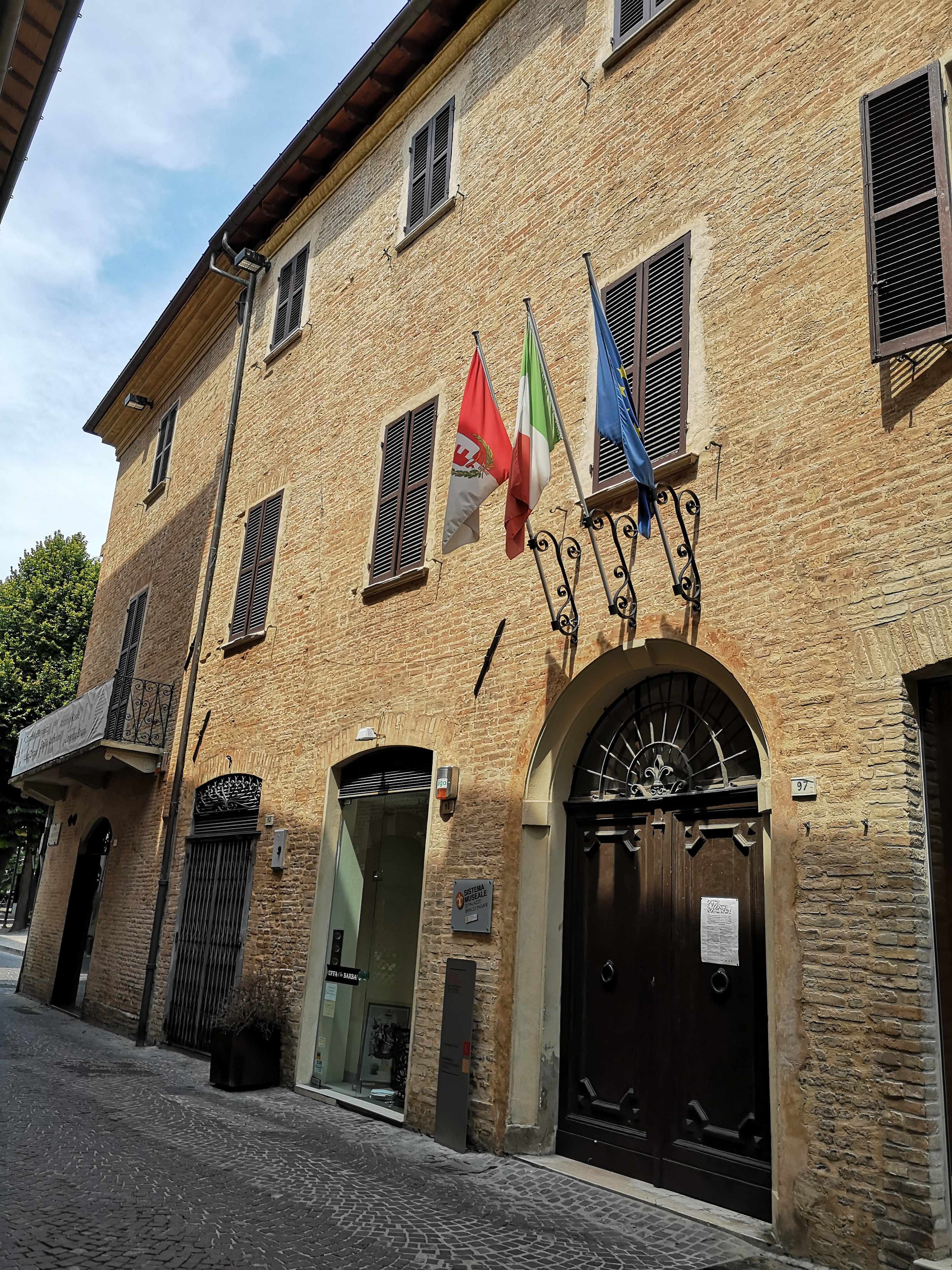
Fronte di Palazzo Bracci Pagani affacciato su Corso Matteotti con ingresso al Museo.

Palazzo Bracci Pagani è indubbiamente di antica costruzione, anche se non si hanno notizie certe sulla sua struttura prima dell’Ottocento. Palazzo Bracci Pagani nasce dall'unione di due distinti corpi di fabbrica di tipo residenziale e commerciale posti in posizione strategica. Il primo, affacciato su Corso Matteotti, risale al XVI secolo e fu ereditato da Arnolfo Pagani; il secondo, del XVII secolo, che insiste principalmente su via Arco d'Augusto, fu venduto dalla famiglia Corbelli a Diana Bracci. Così il Palazzo deve il nome ai suoi due proprietari, Diana Bracci e Arnolfo Pagani, che progettarono l'unione dei due edifici per destinarne il pianterreno a redditizie attività commerciali.
Diana Bracci nasce nel 1846 a Fano in un ambiente liberale, laico e vivace dalla Contessa Eleonora Castracane degli Antelminelli e dal Conte Filippo Bracci; la nobile famiglia dei Bracci aveva rapporti di parentela con Napoleone Bonaparte e con esponenti della Chiesa. Diana sposa il nobile Luigi Amati di Terni nel 1868, ma poco dopo il trasferimento a Terni si separa dal marito e torna a Fano dove inizia una nuova relazione considerata adulterina con l'agronomo Arnolfo Pagani, di sei anni più giovane di lei. Arnolfo Pagani, benefattore e imprenditore locale, nasce a Fano nel 1852 da Venceslao Pagani e Maddalena Serafini. Si specializza nel settore dell’imprenditoria agricola utilizzando nuovi sistemi scientifici e all'avanguardia di cui si serve anche nelle tenute dell’amata Diana Bracci a San Cesareo; in particolare si dedica  al settore vinicolo gestendo una rinomata attività commerciale in Corso Vittorio Emanuele sotto il palazzo di famiglia. Dopo la morte del primo marito nel 1914, finalmente Diana e Arnolfo posso sposarsi. Arnolfo muore nel 1916; l’iscrizione sulla sua lapide sintetizza il suo ideale di vita e il suo rapporto con Diana:
Prima di morire nel 1924, Diana decide di donare l'intero patrimonio di famiglia al fine di metterlo a disposizione della collettività; da una parte la proprietà sulle colline di San Cesareo viene lasciata alla Congregazione di Carità affinché vi fosse istituita una Scuola Agraria in onore del marito Arnolfo Pagani (impegnato nello sviluppo dell'attività agricola), dall'altra il Palazzo Bracci Pagani viene dato in usufrutto alle due domestiche Maria e Rosa Gori. La Contessa è ancora oggi nota per il suo atteggiamento ribelle e anticonformista come nei romanzi ottocenteschi di Anna Karenina e Madame Bovary. Qui il 14 novembre 1871 nasce il celebre attore di teatro Rugero Ruggeri. Dopo la chiusura della scuola negli anni Settanta e il decesso nel 1966 delle due domestiche l'edificio divenne proprietà del Comune di Fano (dal quale è stato utilizzato come sede di vari uffici comunali) fino al 2011 quando è stato venduto in un'asta pubblica alla Fondazione Cassa di Risparmio di Fano che proponeva un progetto di restauro (iniziati nel 2013 e conclusi nel 2015) e l'allestimento di un museo.
Il palazzo è un edificio realizzato con mattoni a vista e privo di ornamenti eccetto la balaustra in ferro battuto che circonda il balcone arrotondato. In posizione d'angolo tra via Arco d' Augusto e Corso Matteotti il palazzo presenta uno spigolo smussato. Nonostante alcuni elementi caratteristici il complesso ha subìto diverse trasformazioni che ne hanno alterato la struttura originaria. Sulla facciata di via Arco d'Augusto si trova un'epigrafe commemorativa di Ruggero Ruggeri. Si accede al palazzo da un androne settecentesco, si sale poi al complesso museale attraverso una scala costruita nel Settecento per consentire l’unione dei due palazzi, somigliante a quella della Biblioteca Federiciana. Al piano nobile di Palazzo Pagani rimane traccia di una sezione del soffitto a travi con decorazioni vegetali risalenti al XVI-XVII secolo; di ornamenti pittorici geometrici sulle zoccolature, di stipiti di finto marmo e di un dipinto con paesaggio marino dell’Ottocento.
Al primo piano e al piano terra sono visibili archi e capitelli ionici che testimoniano la presenza di una struttura più antica, inglobata all'interno del Palazzo Pagani.

### La famiglia Bracci
Il capostipite della famiglia Bracci fu probabilmente il condottiero umbro Andrea Braccio da Montone (1368-1424), da un suo discendente stabilitosi a Cartoceto risale la dinastia fanese dei Bracci. Fu Giuliano Bracci il primo della famiglia a trasferirsi a Fano comprando la residenza in via Garibaldi. Grazie alle cariche di cui i discendenti di Giuliano vennero insigniti la famiglia Bracci acquisì sempre più controllo su Fano e dintorni.
Nel 1800 nasce Filippo Bracci, rivoluzionario, capeggiatore dei moti carbonari del 1831 per l'Unità d'Italia, fondatore della Cassa di Risparmio, promotore della costruzione del nuovo Teatro della Fortuna.
La famiglia contribuì fino al secolo scorso allo sviluppo della città di Fano ricoprendo importanti cariche in campo politico, avviando una filanda dotata delle prime macchine a vapore all'interno di un altro palazzo di loro proprietà in via Garibaldi e impegnandosi in attività benefiche.

## Sistema Museale di Palazzo Bracci Pagani
Palazzo Bracci Pagani, come voluto dalla Contessa Diana Bracci, è un centro culturalmente attivo che si rivolge alla collettività ospitando esposizioni ed eventi culturali, artistici e scientifici. Esso si articola in vari ambienti, alcuni dei quali intitolati a personaggi importanti della città di Fano.

### Museo di Scienze naturali con annessa Sala delle collezioni

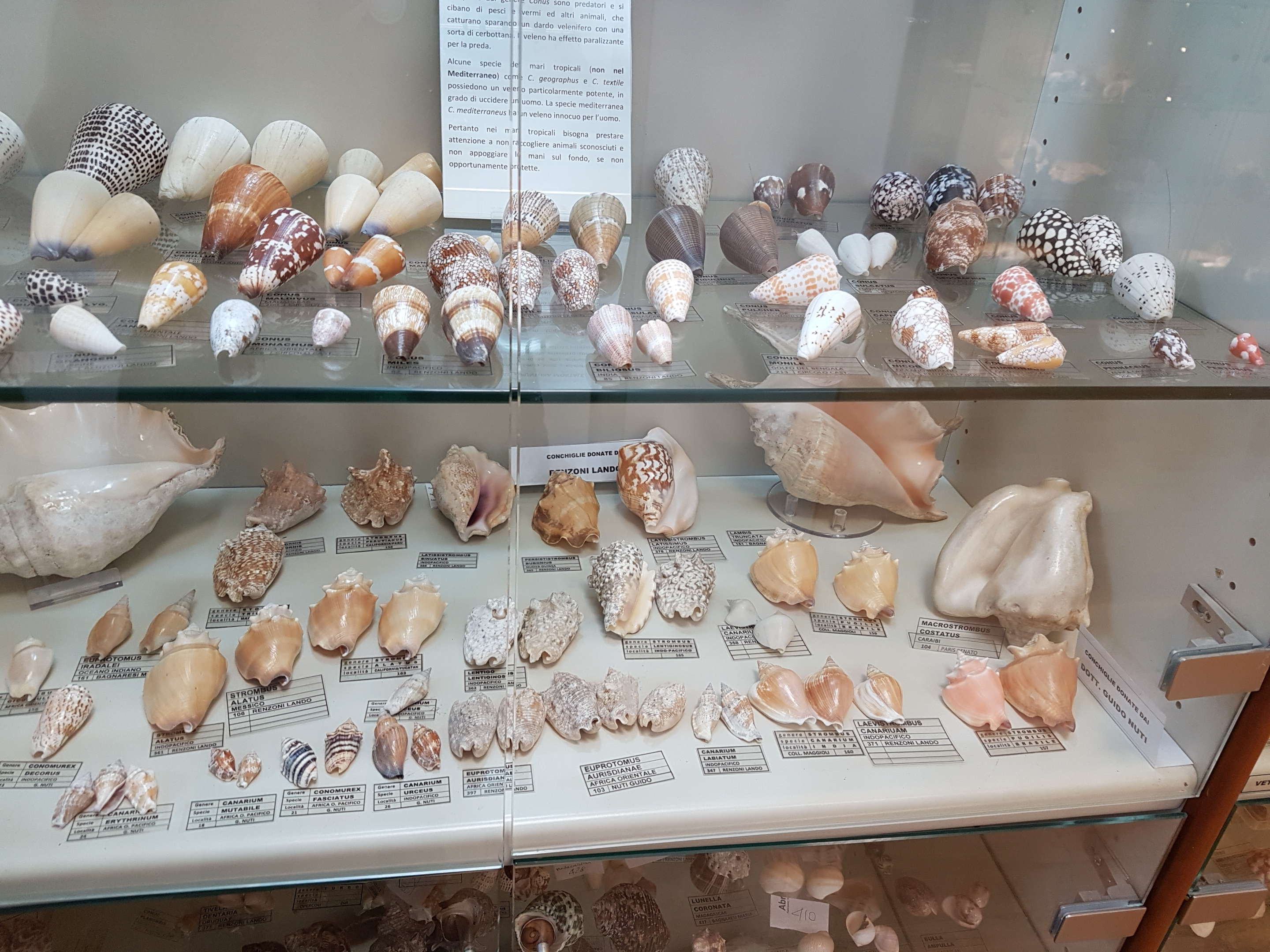
Conchiglie esposte al Museo di Scienze Naturali

Questo spazio gestito dal Circolo culturale Castellani è composto da diverse collezioni: mineralogia, paleontologia, archeologia, antichi santini da collezione, numismatica ed etnografia. In particolare si notano una ricca collezione di minerali, una raccolta di monete della Zecca di Fano databili tra il XV e il XVIII secolo e manufatti etnografici in avorio, legno e bronzo.

### Diana Art Gallery
Sala del piano nobile che ospita mostre di arte moderna e contemporanea. Lo spazio espositivo è dedicato a Diana Bracci, il cui spirito rivoluzionario si può ritrovare nel pensiero artistico moderno. Nella Diana Art Gallery si tengono eventi e mostre di importanti autori di arte contemporanea, quali Giuliano Vangi, Bruno Bruni, Dante Piermattei, Edgardo Mannucci  e il fotografo Adriano Gamberini con la mostra "L'anima altrove" (16 giugno/15 luglio 2018).

### Saletta Ruggero Ruggeri
È uno spazio dedicato al famoso attore teatrale fanese Ruggero Ruggeri che nacque in questo palazzo. Attraverso strumenti iconografici e multimediali (fotografie, saggi e riviste sul teatro, una postazione internet e un impianto di audio-videoproiezione) è possibile scoprire il mondo del teatro e la vita del celebre attore.

### Spazio espositivo Pagani
Al piano interrato un tempo si trovava la cantina per la fermentazione delle uve provenienti dalle tenute di Arnolfo Pagani, poi trasformatasi in un ristorante ("Il Cantinone"). Dopo la ristrutturazione lo spazio dedicato ad Arnolfo Pagani è stato destinato a mostre ed esposizioni temporanee.

### Biblioteca di Storia dell'Arte e Ceramica Giancarlo Bojani
In omaggio al ceramologo ed esperto di storia dell'arte Giancarlo Bojani, una sala del Museo ha preso il suo nome. Qui sono conservati numerosi libri d'arte donati da lui stesso alla Fondazione Cassa di Risparmio di Fano.

### Corte del Nespolo
È un cortile interno posto sul retro del palazzo al quale si può accedere dall'ingresso su Corso Matteotti o da Via Da Carignano. È uno spazio all'aperto di costruzione posteriore rispetto al resto dell’edificio che prende il nome dal nespolo posto a lato del cancello. È oggi destinato a conferenze, incontri, presentazioni di libri e spettacoli musicali.